# Slava Cercheză (gmina)
Slava Cercheză – gmina w Rumunii, w okręgu Tulcza. Obejmuje miejscowości Slava Cercheză i Slava Rusă. W 2011 roku liczyła 1666 mieszkańców. 